# سیل راک (اورگن)
سیل راک (به انگلیسی: Seal Rock) یک منطقهٔ مسکونی در ایالات متحده آمریکا است که در شهرستان لینکلن، اورگن واقع شده‌است. سیل راک ۰٫۹۱ متر بالاتر از سطح دریا واقع شده‌است.